# Komarivka, Slavuta
Komarivka (în ucraineană Комарівка) este un sat în comuna Polean din raionul Slavuta, regiunea Hmelnîțkîi, Ucraina.

## Demografie
Componența lingvistică a localității Komarivka
     Ucraineană (97,37%)
     Rusă (2,63%)
Conform recensământului din 2001, majoritatea populației localității Komarivka era vorbitoare de ucraineană (97,37%), existând în minoritate și vorbitori de rusă (2,63%).